# 天復
天復（901年四月—904年閏四月）是唐昭宗的年號，共计4年。
902年三月开始，楊行密被封为吴王，南吴太祖楊行密作为唐朝的藩臣，用天復年号到904年闰四月唐昭宗改元时。
蜀王王建不承认唐昭宗迁都洛阳后改元的天祐年号，继续使用天复年号。在907年九月王建即位为前蜀高祖皇帝，依然用此年号（天復七年），908年才改元。
晋王李克用认为天祐是朱温所改，不承认其为唐朝年号，继续奉天复年号。907年，朱温篡唐，改元开平。李克用奉唐正朔，复称天祐四年。
岐王李茂贞亦用天复年号，直至天复二十二年（922年）才改称天祐十九年。
敦煌歸義軍節度使張承奉繼續奉天復年號至九年以後才停用，以干支紀年。

## 改元
- 光化四年——四月二十五日，改元為天復元年。[7][8][9]
- 天復四年——閏四月十一日，改元為天祐元年。[10][11][12]

## 紀年

### 唐朝
| 天復 | 元年  | 二年  | 三年  | 四年  |
| ---- | ----- | ----- | ----- | ----- |
| 公元 | 901年 | 902年 | 903年 | 904年 |
| 干支 | 辛酉  | 壬戌  | 癸亥  | 甲子  |

### 晉
| 天復 | 七年  |
| ---- | ----- |
| 公元 | 907年 |
| 干支 | 丁卯  |

### 前蜀
| 天復 | 七年  | 八年  |
| ---- | ----- | ----- |
| 公元 | 907年 | 908年 |
| 干支 | 丁卯  | 戊辰  |

### 岐
| 天復 | 7年   | 8年   | 9年   | 10年  | 11年  | 12年  | 13年  | 14年  | 15年  | 16年  |
| ---- | ----- | ----- | ----- | ----- | ----- | ----- | ----- | ----- | ----- | ----- |
| 公元 | 907年 | 908年 | 909年 | 910年 | 911年 | 912年 | 913年 | 914年 | 915年 | 916年 |
| 干支 | 丁卯  | 戊辰  | 己巳  | 庚午  | 辛未  | 壬申  | 癸酉  | 甲戌  | 乙亥  | 丙子  |
| 天復 | 17年  | 18年  | 19年  | 20年  | 21年  | 22年  |       |       |       |       |
| 公元 | 917年 | 918年 | 919年 | 920年 | 921年 | 922年 |       |       |       |       |
| 干支 | 丁丑  | 戊寅  | 己卯  | 庚辰  | 辛巳  | 壬午  |       |       |       |       |

### 歸義軍
| 天復 | 七年  | 八年  | 九年  |
| ---- | ----- | ----- | ----- |
| 公元 | 907年 | 908年 | 909年 |
| 干支 | 丁卯  | 戊辰  | 己巳  |

## 同期存在的其他政权年号
- 中國
  - 開平（907年－911年）：后梁—太祖朱全忠的年号
  - 乾化（911年－915年）：後梁—朱全忠、朱友貞之年號
  - 鳳曆（913年）：後梁—朱友珪之年號
  - 貞明（915年－921年）：後梁—朱友貞之年號
  - 天祐（907年－923年）：晉—李克用、李存勗尊奉之年號
  - 應天（911年－913年）：燕—劉守光之年號
  - 天祐（907年－919年）：吳—楊渥、楊隆演尊奉之年號
  - 武義（919年－921年）：吳—楊隆演之年號
  - 順義（921年－927年）：吳—楊溥之年號
  - 天祐（907年）：吳越—錢鏐尊奉之年號
  - 天寳（908年－912年）：吳越—錢鏐之年號
  - 乾亨（917年－925年）：南漢—劉龑之年號
  - 武成（908年－910年）：前蜀—王建之年號
  - 永平（911年－915年）：前蜀—王建之年號
  - 通正（916年）：前蜀—王建之年號
  - 天漢（917年）：前蜀—王建之年號
  - 光天（918年）：前蜀—王建之年號
  - 乾德（919年－924年）：前蜀—王衍之年號
  - 中興（897年－902年）：大封民—舜化貞之年號
  - 安國（903年－909年）：大長和—鄭買嗣之年號
  - 孝治（910年－914年）：大長和—鄭仁旻之年號
  - 天瑞景星（915年－916年）：大長和—鄭仁旻之年號
  - 安和（917年－920年）：大長和—鄭仁旻之年號
  - 貞祐（921年－924年）：大長和—鄭仁旻之年號
  - 天祐（907年－916年）：契丹—耶律阿保機尊奉之年號
  - 神册（916年－922年）：契丹—耶律阿保機之年號
  - 同慶（912年－966年）：于闐—尉遲烏僧波之年號
- 朝鮮半島
  - 武泰（904年－905年）：後高句麗—弓裔之年號
  - 聖冊（905年－911年）：後高句麗—弓裔之年號
  - 永德萬歲（911年－914年）：後高句麗—弓裔之年號
  - 政開（914年－918年）：後高句麗—弓裔之年號
  - 天授（918年－933年）：高麗—太祖王建之年號
- 日本
  - 昌泰（898年－901年）：平安時代—醍醐天皇之年號
  - 延喜（901年－923年）：平安時代—醍醐天皇之年號

## 深入閱讀
- 李崇智. . 北京: 中華書局. 2004年12月. ISBN 7101025129.
- 鄧洪波. . 臺北: 國立臺灣大學東亞經典與文化研究計劃. 2005年3月  [2022-01-03]. ISBN 9789860005189. （原始内容 (pdf)存档于2007-08-25）.